# 伊薩姆山

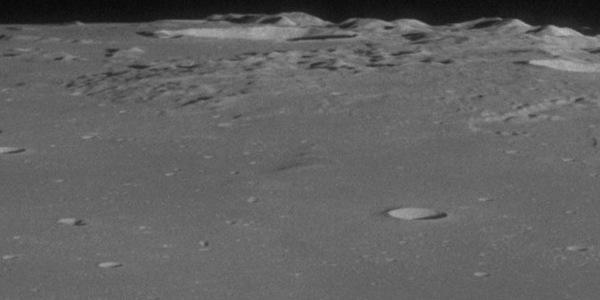
阿波罗11号拍摄的伊萨姆山（中间的黑斑）斜视图，地平线中央附近为维特鲁威陨石坑。

伊萨姆山（Mons Esam）是月球静海北部一列小型、断续的山丘所组成的山岭。它位于维特鲁威陨石坑东南及莱尔陨石坑的西北，东南是直径7公里的琉善陨石坑，东北则坐落着爱湾。
该特征的月面坐标为北纬14.6°、东经5.7°，底部最大直径有8公里，其名称以阿拉伯语男性名伊萨姆（عصام）命名，但并不特指任何具体之人。该山岭是通过构造过程形成的一列月球山锥。
下面是一对位于伊萨姆山南面的微型陨坑，已被国际天文学联合会命名，它们很可能是形成于火山而非撞击事件。
| 陨石坑 | 拉丁名称 | 纬度    | 经度    | 直系   | 名称来源   |
| ------ | -------- | ------- | ------- | ------ | ---------- |
| 黛安娜 | Diana    | 14.3° N | 35.7° E | 2 公里 | 拉丁女性名 |
| 格蕾丝 | Grace    | 14.2° N | 35.9° E | 1 公里 | 英语女性名 |